# Молдовану, Михаил Фёдорович
Михаил Фёдорович Молдовану (рум. Mihai Moldovanu; род. 7 июня 1965, Ордэшей) — молдавский государственный деятель. С мая 2009 по 2010 год был депутатом Парламента Молдовы. С 14 января 2011 г. по 16 мая 2013 г. он был вице-премьер-министром Молдовы.

## Биография
Родился 7 июня 1965 года в селе Ордэшей. В 1984 году окончил Оргеевский медицинский колледж. В 1992 году окончил Государственный Университет Медицины и Фармацевтики им. Николае Тестемицану (Молдова).
С 1993 по 2007 год работал в Больнице-Санатории оздоровления Правительства Молдовы.
С 2007 по 2009 год он был директором Управления здравоохранения Кишиневского муниципального консилиума.
С 2009 по 2010 год был депутатом Парламента Молдовы.
С 2010 по 2011 год он снова был директором Управления здравоохранения Кишиневского муниципального консилиума.
С 14 января 2011 г. по 16 мая 2013 г. работал заместителем премьер-министра Молдовы.

## Внешние ссылки
- Официальный сайт
- Mihai Moldovanu at Parliament of Moldova website